# Primero de Mayo, Motozintla
Primero de Mayo är en ort i Mexiko.   Den ligger i kommunen Motozintla och delstaten Chiapas, i den sydöstra delen av landet, 900 km sydost om huvudstaden Mexico City. Primero de Mayo ligger 1 163 meter över havet och antalet invånare är 157.
Terrängen runt Primero de Mayo är bergig åt nordost, men åt sydväst är den kuperad. Runt Primero de Mayo är det tätbefolkat, med 297 invånare per kvadratkilometer. Närmaste större samhälle är Huixtla, 14,2 km sydväst om Primero de Mayo. I omgivningarna runt Primero de Mayo växer i huvudsak städsegrön lövskog.